# Thomas van der Ree
 (octobre 2018).
Thomas van der Ree, né le 6 mai 1982 aux Pays-Bas, est un scénariste néerlandais.

## Filmographie
- 2011 : Curious Conjunction of Coincidences de Joost Reijmers[2]
- 2013 : Stand By Me de Martijn de Jong[3]
- 2013 : Pony Place de Joost Reijmers[4]
- 2013 : 97% de Ben Brand[5]
- 2016 : Riphagen de Pieter Kuijpers[6]
- 2018 : Le Banquier de la Résistance de Joram Lürsen[7]